# Люблино (бывший город)
Люблино́ — бывшее подмосковное село, затем посёлок, с 1925 года город, в августе 1960 года вошедший в состав Москвы и ставший одним из её юго-восточных районов (см. также — район Люблино).
Численность жителей Люблина по годам (в тысячах): 1926 — 5,5, 1939 — 63,1, 1959 — 85,9.

## История

### Село Люблино
Село Люблино известно с конца XVI века под именем Юркино, по одному из ранних владельцев. Было поместьем дворянина Романа Полянинова, а затем подьячего Алексея Лукича Корепонова (Корепанова) (ум. не ранее 1638). Во время смуты Юркино запустело. В 1622 году Михаил Фёдорович пожаловал пустошь подьячему Григорию Ларионову (ум. не ранее 1655), служившему в Разрядном приказе. При нём в 1623—1624 годы уже существовали: «…деревня, что была пустошь Юркина на речке на Голеди. А в ней двор помещиков». Остатки этой деревни и усадьбы обнаружены на территории парка «Люблино».
В 1680-е гг. Юркино принадлежало стольнику Григорию Петровичу Годунову (ум. 1704? — последнему из рода Годуновых), ввиду чего было переименовано в Годуново. Там были похоронены дети владельца, скончавшиеся молодыми: Николай, Сергей, Мария и Евдокия. Единственная выжившая дочь Аграфена вышла за князя Владимира Никитича Прозоровского, адъютанта фельдмаршала князя М. М. Голицына. Затем Годуново перешло к их сыну князю Петру Владимировичу Прозоровскому, который, по-видимому, и переименовал его в Любли́но (первоначально с ударением на втором слоге). Затем деревней владел его сын Владимир Петрович Прозоровский (1743—1796), женатый на княжне Прасковье Ивановне Хилковой (1739—1807). Ко времени В. П. Прозоровского относится самый ранний дошедший до нас план Люблина, составленный в 1766 году в ходе генерального межевания территории Московского уезда. Согласно плану в Люблине существовала небольшая усадьба с деревянными господским домом и другими постройками у речки Голеди, которая являлась северной границей всего имения. К усадьбе вели две «езжалые» дороги с юга на север и с востока на запад. Всю территорию имения тогда окружали угодья деревни Грайвороново, бывшей вотчины московского Симонова монастыря, лишь впоследствии владельцы Люблина приобрели землю западнее, граничившую с соседним имением Кузьминки.
Однако из примечаний к плану, составленных ориентировочно около 1770 года, следует, что в то время усадьбы в Люблине уже не было, а статус сельца оно сохраняло только по традиции. Фактически это была просто небольшая деревенька, состоявшая из 5 крестьянских дворов, в которых проживало 22 человека. Основным занятием мужского населения была работа на барщине, заключавшаяся в возделывании пашни. Женщины пряли лён и шерсть на продажу и для себя. Усадьба, видимо, сгорела; через какое-то время она была отстроена заново.
В 1790-х гг. Люблино приобрела княгиня Анна Андреевна Урусова, урождённая Волкова (?—1804 или 1806). Известно, что при ней в Люблине существовала усадьба, состоявшая из господского дома со службами и регулярного сада.
Около 1800 года село переходит к отставному бригадиру Николаю Алексеевичу Дурасову (1760—1818). Последний, будучи очень богат, немедленно построил на берегу Люблинского пруда свою усадьбу.
Н. А. Дурасов не был женат и не имел потомков и Люблино унаследовала его сестра Дурасова, Аграфена Алексеевна, вышедшая замуж за дальнего родственника, генерала Михаила Дурасова. Свою дочь Агриппину она выдала замуж за сенатора А. А. Писарева, который, став владельцем Люблина, превратил его в образцовое хозяйство, но сами с женой жили в Горках (принадлежавших Писареву), а Люблино отдали под дачи.
А. А. Писарев в 1848 году умер, и вдова продала имение московскому богачу Н. П. Воейкову. Он, в свою очередь, продал Люблино купцу 1-й гильдии Конону Никоновичу Голофтееву и его компаньону Петру Рахманину (купцы занимались торговлей «модным дамским товаром» в принадлежавшем им Пассаже на Петровке). Во дворце они отдыхали с семьями летом, а на люблинских землях были дачи состоятельной публики.

### Посёлок Люблино
В 1865 году около села прошла Курская железная дорога, на которой возникла станция Люблино-Дачное и железнодорожные мастерские. В 1870-е годы на части территории усадьбы постепенно возникают дачи. В 1873 году по проекту Н. А. Шохина построили деревянную церковь Петра и Павла в русском стиле. В 1908 году при станции Люблино-Дачное возникает паровозное депо. В 1910-х годах в Люблине было около 250 дач.

### Город Люблино

Жилой дом конца 1930-х годов в Люблине. Кооперативная (ныне — Ейская ул.), 29

В 1925 году Люблино получило статус посёлка городского типа. В 1927-28 годах на Московской улице в стиле конструктивизма построено здание для дома культуры имени III Интернационала, на открытие которого лично приезжал перерезать ленточку 1-й секретарь Московского обкома ВКП(б) Лазарь Моисеевич Каганович. В 1933 году в южной части города из железнодорожных мастерских возник согласно планам пятилеток Литейно-механический завод имени Л. М. Кагановича. В этом же году из Люблина до Москвы по Остаповскому шоссе стал ходить рейсовый автобус. Сохранились названия ныне не сохранившихся улиц города — Бородинская (Привольная, Горького), Большая, Напрудная, Некрасовская, Театральная, Печатниковская (Шкулева), Перервинская, Прогрессивная (Свердлова), а также переулков — Карачаровский, Малый.
В 1937 году на месте усадебного парка образован городской парк, которому в 1968 году в связи с юбилеем ВЛКСМ было присвоено наименование «Парк культуры имени Ленинского Комсомола». В результате развития в черту города были включены окрестные посёлки Кухмистерский, Перерва, Поля Орошения и деревня Печатниково. В 1946 году из состава города был выделен (и включён в состав Москвы) рабочий посёлок при комбинате очистки сточных вод, получивший название Люблинский. С конца 1940-х годов в южной части города ведётся жилищное строительство. В 1947—1950 годах по проекту архитектора Д. М. Соболева в городе создан архитектурный ансамбль малоэтажной застройки, получивший 1-ю премию на конкурсе по РСФСР за 1950 год. Послевоенная разруха 1940-х годов. Ремонт и восстановление подвижного состава Наркомата (Министерства) путей сообщения. Государственные заказы принимает передовое предприятие ведомства Люблинский ЛМЗ имени Кагановича Лазаря Моисеевича (члена Президиума ЦК КПСС, Героя Социалистического Труда СССР), при участии которого за трудовые успехи ЛЛМЗ улучшает жилищные условия своих сотрудников и их семей. В начале 1950-х гг. строится новый жилфонд. Пример: дом 11 по ул. Осоавиахима в г. Люблино Московской области до 1957 года (сейчас — г. Москва, проспект 40 лет Октября, д. 11). В 1953 году на проезде Кирова построен клуб «Звезда» УЖКХ Главмоспромстроя.
В августе 1960 года Люблино вошло в состав Москвы, сначала в Ждановский район, а в 1969 году выделено в Люблинский район. К середине 1970-х годов практически вся дачная застройка бывшего города была ликвидирована. С 1991 года территория бывшего города Люблино поделена между районами Люблино и Печатники. А Люблинский район поделен на муниципальные округа: Люблино, Капотня, Текстильщики, Печатники, Марьино, Кузьминки.

## Известные люди, жившие в Люблино
- К. Н. Голофтеев — московский купец и меценат, почетный гражданин Москвы, предпоследний владелец усадьбы Люблино.
- Ф. И. Буслаев — филолог и искусствовед, последние годы жизни отдыхал в Люблине, где и скончался 31 июля 1897 года.
- Ф. М. Достоевский — в Люблине гостил у сестры летом 1866 года и работал здесь над романом «Преступление и наказание».
- Е. Ф. Кухмистеров — профсоюзный деятель первых лет советской власти, жил в посёлке Китаевский (позднее в честь него переименованным в Кухмистерский).
- М. П. Судаков — танкист, герой Советского Союза, житель города Люблино.
- И. М. Астахов — лётчик, герой Советского Союза, житель города Люблино.
- А. Ф. Авдеев — лётчик, герой Советского Союза, житель города Люблино.
- В. И. Суриков — в 1881 году жил в посёлке Перерва, где писал картину «Меншиков в Берёзове».
- Я. Я. Чистов — рабочий депо станции Люблино, руководитель вооружённых отрядов большевиков в 1905 году.
- А. С. Саратов — партийный деятель, второй, а затем первый секретарь Люблинского горкома партии (1948–1955 годы), внёс значительный вклад в развитие промышленности и благоустройство района.
- Ф. С. Шкулёв — поэт, член партии большевиков, родился и жил в деревне Печатниково близ Люблина. Революционное прошлое Шкулёва не помешало тому, что его дом-музей по адресу ул. Дзержинского, 46, находившийся на государственной охране[5], был снесён в 1971 году при застройке района Печатники.
- О. И. Даль — советский актёр театра и кино. Родился 25 мая 1941 года в Люблине. Детство Даля прошло в Люблине, которое тогда было пригородом Москвы.